# Andrei Ghidiu
Andrei Ghidiu (n. 1849, Deda – d. 1937) a fost profesor, teolog, istoric, om politic și un deputat în Marea Adunare Națională de la Alba Iulia, organismul legislativ reprezentativ al „tuturor românilor din Transilvania, Banat și Țara Ungurească”, cel care a adoptat hotărârea privind Unirea Transilvaniei cu România, la 1 decembrie 1918.:p. 77

## Biografie
Andrei Ghidiu, născut la data de 15 ianuarie 1849 în Deda, comitatul Turda, din părinții Teodor și Cătălina. Primii ani de școală i-a făcut în localitatea natală și la școala din Reghin. Din anul 1862 a urmat cursurile Gimnaziului greco-catolic din Blaj  unde director în acea perioadă era filologul Timotei Cipariu. După ce absolvă cursurile Institutului arhidiecezan teologico-pedagogic din Sibiu în perioada 1870-1873, Ghidiu se înscrie la studii de specialitate în orașe europene precum Viena și Leipzig, acest lucru fiind imposibil fără ajutorul mitropolitului Andrei Șaguna, după cum însuși Andrei Ghidiu recunoștea: „La serbarea în presa zilei onomastice a mitropolitului Andrei Șaguna în anul 1870 (era pe anul I teologic) am compus și cetit o disertație psihologică-antropologică intitulată „Ochii văd, inima cere”. Această disertație m-a făcut ceea ce sunt astăzi, căci mitropolitul Șaguna prin testament a lăsat ca să mi se confere un stipendiu de 500 de florini din fundațiunea împăratului și regelui Francisc Iosif I, care va deveni vacant. Ceea ce s-a și făcut. Cu acest stipendiu am putut să urmez cursurile universitare în Viena și Leipzig în anii 1874-1878.”  În perioada 1880-1883 a predat teologia în limba română la Caransebeș. La 26 iulie/17 august 1881 s-a căsătorit la Brașov cu Maria Popasu, aceasta fiind nepoata de frate a episcopului caransebeșan Ioan Popasu și verișoara marelui om politic și de litere Titu Maiorescu. La data de 6/18 ianuarie 1883 a fost hirotonit de episcopul Caransebeșului în funcția de protopop al Oraviței. Ocupă mai târziu, începând cu anul 1888 funcția de protopop al Caransebeșului. Domnul Ghidiu, în cursul vieții sale, se bucură și de funcția de președinte al Despărțământului Caransebeș al Astrei și participă la constituirea consiliilor și a gărzilor naționale din zonă .  Pe perioada 15 iulie 1933- aprilie 1934, după moartea epicopului Dr. Iosif Traian Badescu, problemele administrative ale episcopiei Caransebeșului, până la numirea unui nou episcop au fost conduse de Andrei Ghidiu. Se stinge din viață la venerabila vârstă de 89 de ani în data de 2 noiembrie 1937 fiind regretat de toate fețele bisericești inclusiv de mitropolitul Miron Cristea, fost episcop al Caransebeșului în perioada 1910-1920.

## Activitatea politică
A participat ca delegat de drept al protopopiatului ortodox Caransebeș la Marea Adunare Națională a românilor de la Alba Iulia din 1 decembrie 1918. Se bucură de alegerea sa ca membru în Marele Sfat Național al României.:p. 152

## Activitate științifică
A publicat împreună cu domnul Iosif Bălan, Monografia orașului Caransebeș în anul 1909.:p. 152